# 格羅托冰川
格羅托冰川（英語：Grotto Glacier）是南極洲的冰川，位於亞歷山大一世島東岸，長46公里、寬6公里，最終在貝勒姆奈特角和阿布萊申角之間注入喬治六世海峽。
70°45′S 68°35′W / 70.750°S 68.583°W